# Aires protégées en Essonne

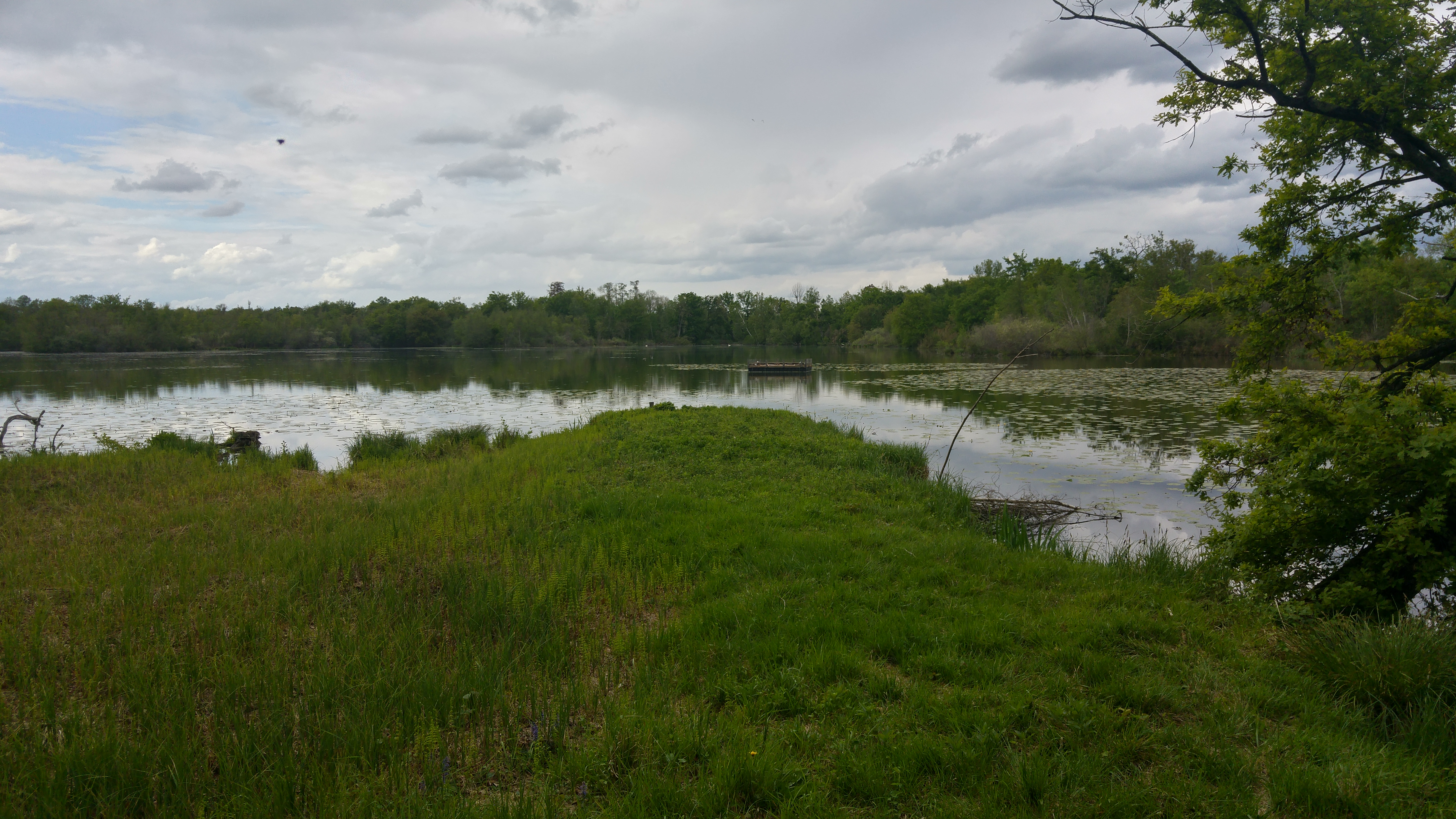
Étang aux moines dans le site Natura 2000 Marais des basses vallées de la Juine et de l'Essonne, à Fontenay-le-Vicomte.

Dans le département de l'Essonne, situé au sud de la région Île-de-France, il existe plusieurs aires protégées telles que définies par la législation française (voir l'article Aire protégée de France pour plus de détails), entre autres des sites Natura 2000, des espaces naturels sensibles, des arrêtés préfectoraux de protections de biotope, deux parcs naturels régionaux et une réserve naturelle nationale. Cet article liste les aires protégées en Essonne.

## Géographie et enjeux
Le département a une superficie de 1 804,4 Km2. Ses paysages sont très contrastés, avec 40 % du territoire, au nord, englobé dans l'Unité urbaine de Paris, est densément construit, tandis que le sud est majoritairement agricole. Au sud-est se trouve le Gâtinais et une petite partie de la forêt de Fontainebleau et au sud-ouest le plateau du Hurepoix et la plaine de Beauce dominés par les grandes cultures céréalières.

## Liste des aires protégées

### Réserves naturelles

#### Réserve naturelle nationale des sites géologiques de l'Essonne

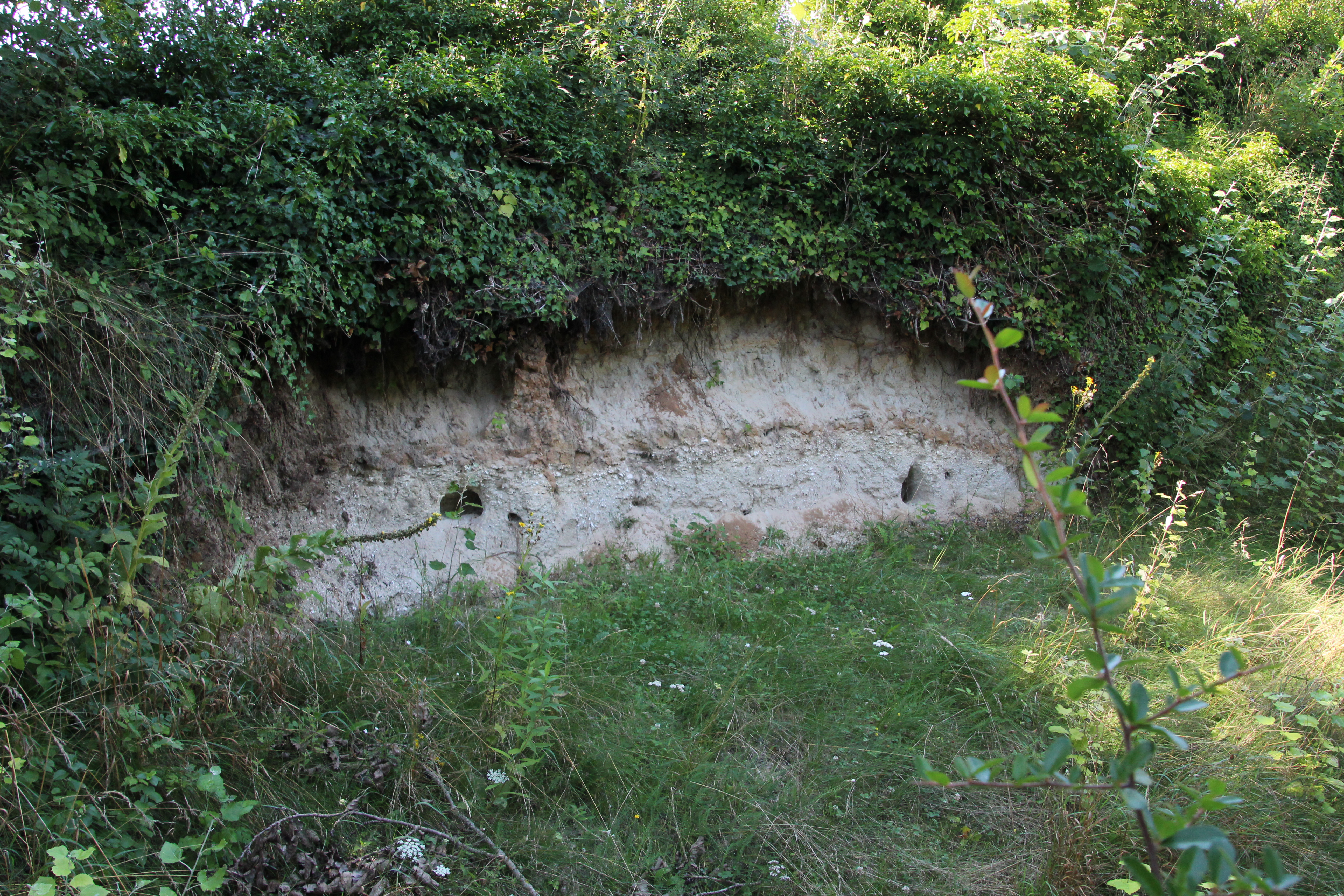
Sablière de Villemartin à Morigny-Champigny, un des sites de la réserve nationale.

La « réserve naturelle nationale des sites géologiques de l'Essonne » (RNN96) est une réserve naturelle nationale classée en 1989 et agrandie en 2011, elle a pour objectif de protéger le stratotype Stampien. Elle occupe une surface de 27 ha répartie en 13 sites sur 10 communes du département.
Outre l'intérêt géologique des sites protégés, les habitats naturels qui se sont développés sur ce socle sédimentaire présentent également un intérêt sur le plan de la biodiversité, avec notamment des pelouses calcaires.

#### Réserve naturelle régionale du bassin de la Bièvre
Une petite portion de la réserve naturelle régionale du bassin de la Bièvre est situé sur la commune de Verrières-le-buisson, en Essonne. La majeure partie de ladite réserve est situé sur la commune d'Antony, dans le département voisin des Hauts-de-Seine.

### Arrêtés préfectoraux de protection de biotope
Les arrêtés préfectoraux de protection de biotope occupent un total de 460,19 ha dans le département de l'Essonne, en février 2023.
| Nom                             | commune             | Superficie (ha) | date              | milieu              | motif de classement | Photo                                       |
| ------------------------------- | ------------------- | --------------- | ----------------- | ------------------- | --- | ------------------------------------------- |
| La Roche cassée                 | Vayres-sur-Essonne  | 82,9            | 21 juillet 1989   | front de taille     | Site de reproduction pour le Guêpier d'Europe et l’Hirondelle de rivage. |                                             |
| Le Grand Marais                 | Itteville           | 21,9            | 5 septembre 1989  | zone humide         | Variété et rareté des espèces animales et végétales et statut de protection nationale pour certaines. |                                             |
| Marais de Fontenay-le-Vicomte   | Fontenay-le-Vicomte | 280             | 19 septembre 1994 | zone humide         | oiseaux : Blongios nain, Fuligule morillon, Faucon hobereau, canard souchet, milan noir, sarcelle d'été ; flore : fougère des marais, peucédan des marais. |                                             |
| La Fosse aux Carpes             | Draveil             | 26,01           | 21 juin 1999      | étang               | Unité paysagère et écologique, espèces animales protégées : Oiseaux dont certains s'y reproduisent (Fuligule morillon, Rousserolle effarvatte, Phragmite des joncs) ou y hivernent (Fuligule nyroca, Garrot à œil d'or, Harle bièvre) ; seule station connue en Île-de-France du Faux riz, espèce protégée, Présence de Grande Aeschne. | voie verte de la Fosse aux Carpes, Draveil. |
| Étangs de Baleine et Brûle-doux | Forges-les-Bains    | 49              | 21 mai 2003       | étang               | Végétaux protégés: 1 de niveau national = Pilulaire et 4 au niveau régional : Scirpe flottant, rubanier nain, fougère des marais, Utriculaire citrine ; 1 espèce d’insecte nationale : la Leucorrhine à large queue et 3 espèces régionales : l'Agrion nain, la grande Aeschne et la Sympétrum jaune d'or.                              |                                             |
| Orobanche pourprée              | Massy-Palaiseau     | 0,29            | 24 février 2021   | friche industrielle | Orobanche pourprée |                                             |

Sur la commune d'Athis-Mons, l'arrêté protégeant le Coteau des Vignes pris en 1992, a été abrogé en 1997, à la demande du propriétaire de l'époque. Le site est couvert par une zone de préemption au titre des espaces naturels sensibles depuis 2009, et fait l'objet d'une convention de gestion entre le conseil départemental et la commune, depuis le 15 juin 2019.

### Réserve biologique

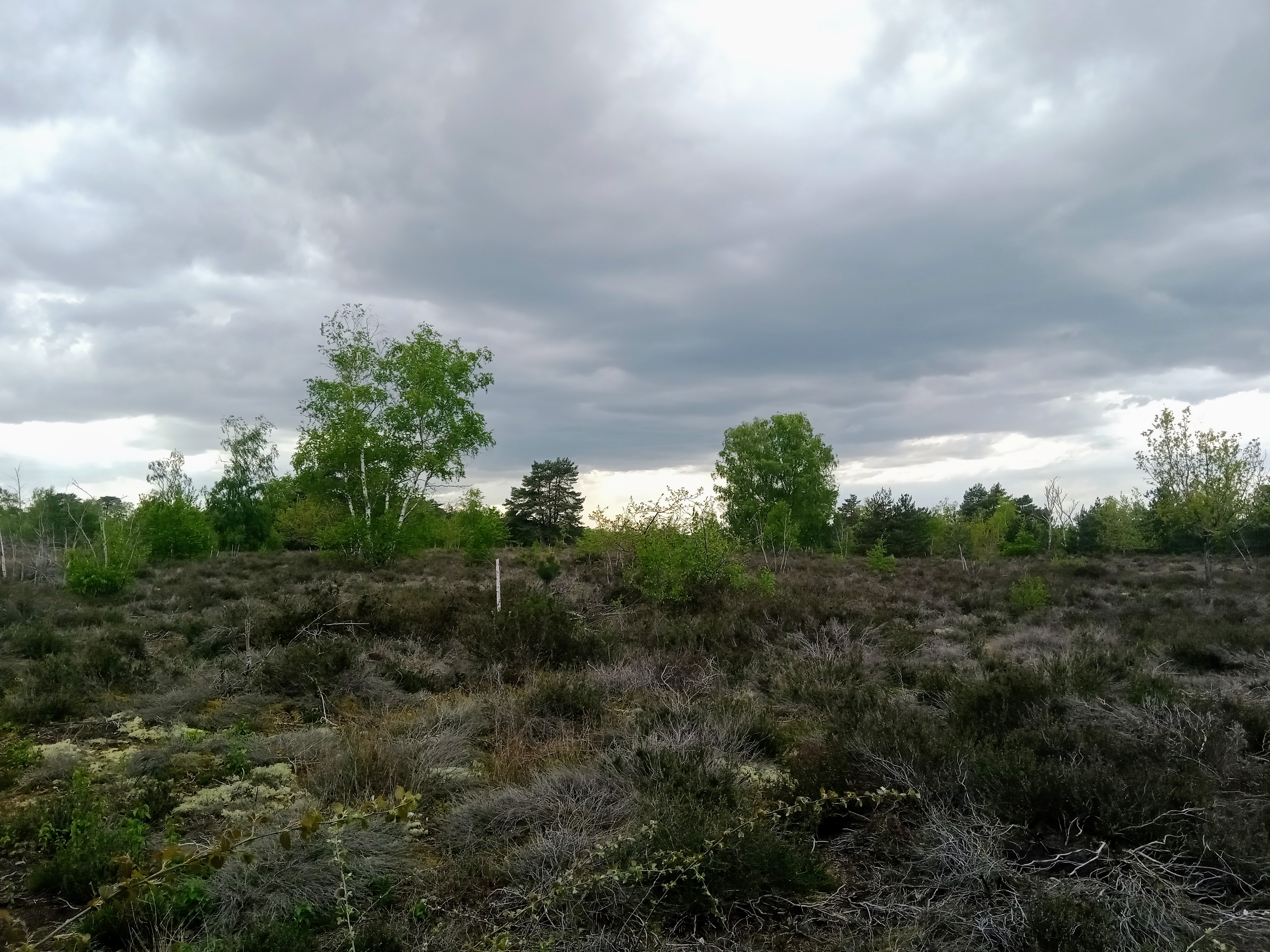
Platière du Coquibus, réserve biologique dirigée, en forêt de Fontainebleau (3 pignons)

La forêt domaniale de Verrières abrite une réserve biologique intégrale de 38,65 ha selon la cartographie de l'inventaire national du patrimoine naturel, (42 ha selon son arrêté de création).
La portion essonnienne de la forêt de Fontainebleau accueille deux réserves biologiques dirigées : La RBD du Coquibus et la RBD de la Mare aux joncs.

### Sites classés
L'Essonne compte 35 sites classés, en 2023, principalement des châteaux et leurs parcs, mais également les vallées des principaux cours d'eau du département.

### Zone de protection naturelle, agricole et forestière du plateau de Saclay

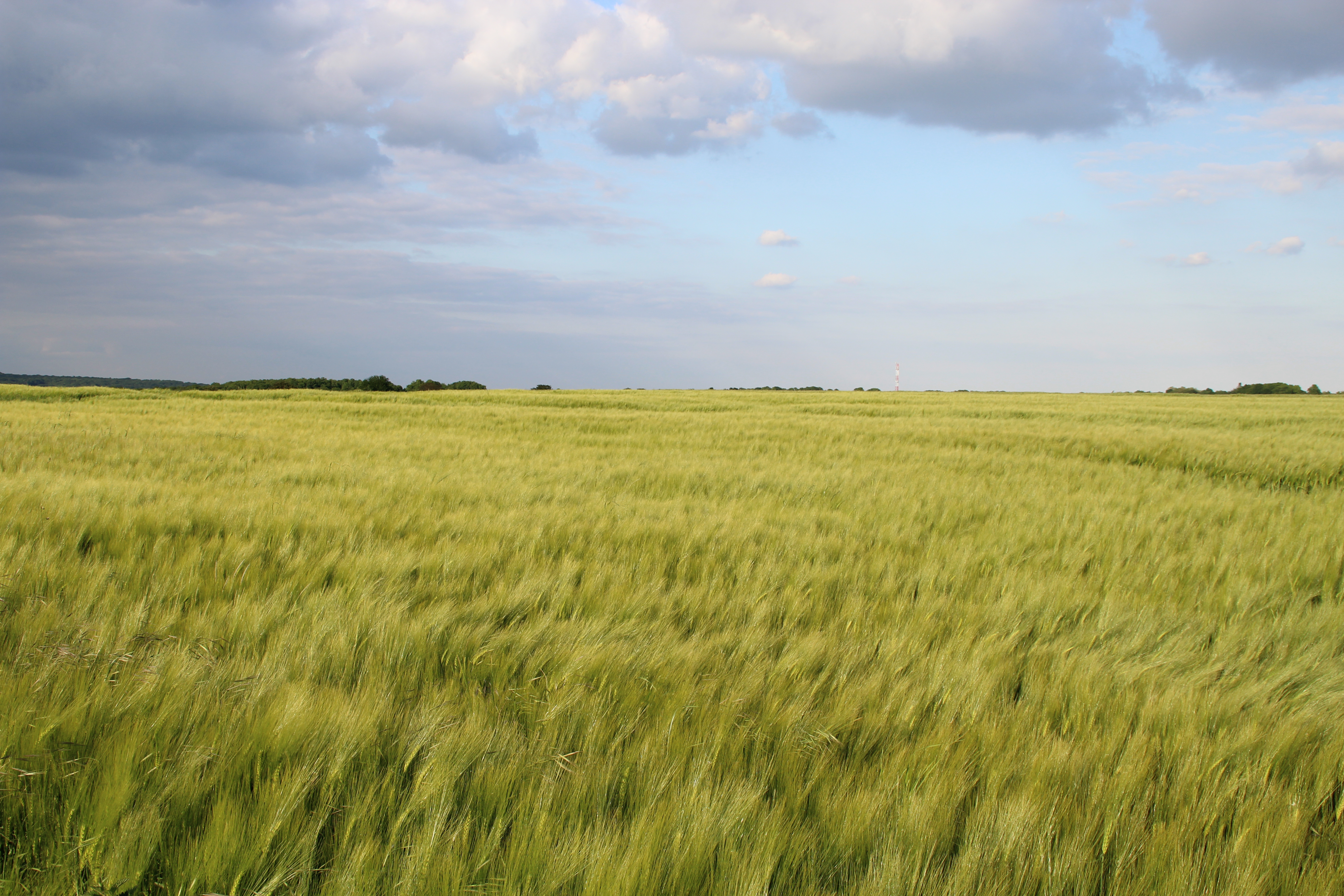
vue sur un champ de blé sur le plateau de Saclay depuis la RD36, à Saclay, France.

La ZPNAF du plateau de Saclay est une zone où l'urbanisation est interdite par la loi du 3 juin 2010 relative au Grand Paris sur le plateau de Saclay. L'objectif afficher de la création de cette zone est de protéger les espaces agricoles et forestiers du plateau, son périmètre est fixé par le décret 2013-1298 du 27 décembre 2013, il laisse un espace libre pour les grands projets  de l'établissement public d'aménagement Paris-Saclay, par exemple la future Ligne 18 du métro de Paris.

### Parcs naturels régionaux
Deux parcs naturels régionaux comptent des communes dans le département de l'Essonne.

#### Parc naturel régional du Gâtinais français
Le Parc naturel régional du Gâtinais français , créé le 4 mai 1999, est situé à cheval sur le département de l'Essonne et celui de Seine-et-Marne. En 2023, il compte 36 communes en Essonne sur un total de 70. Les espaces naturels sont par exemples les buttes gréseuses, les pelouses calcaires, les mouillères, les forêts (forêt de Fontainebleau, forêt alluviale le long de l'Essonne) et les vallées humides (le long de la rivière Essonne ou les marais de Larchant). Les espaces boisés recouvrent 31 % de la surface du PNR.

#### Parc naturel régional de la Haute Vallée de Chevreuse
Le Parc naturel régional de la Haute Vallée de Chevreuse est situé majoritairement dans le département des Yvelines (43 communes en 2023), mais une petite partie de ce PNR s'étend en Essonne, où il compte 10 communes.

### Espaces naturels sensibles

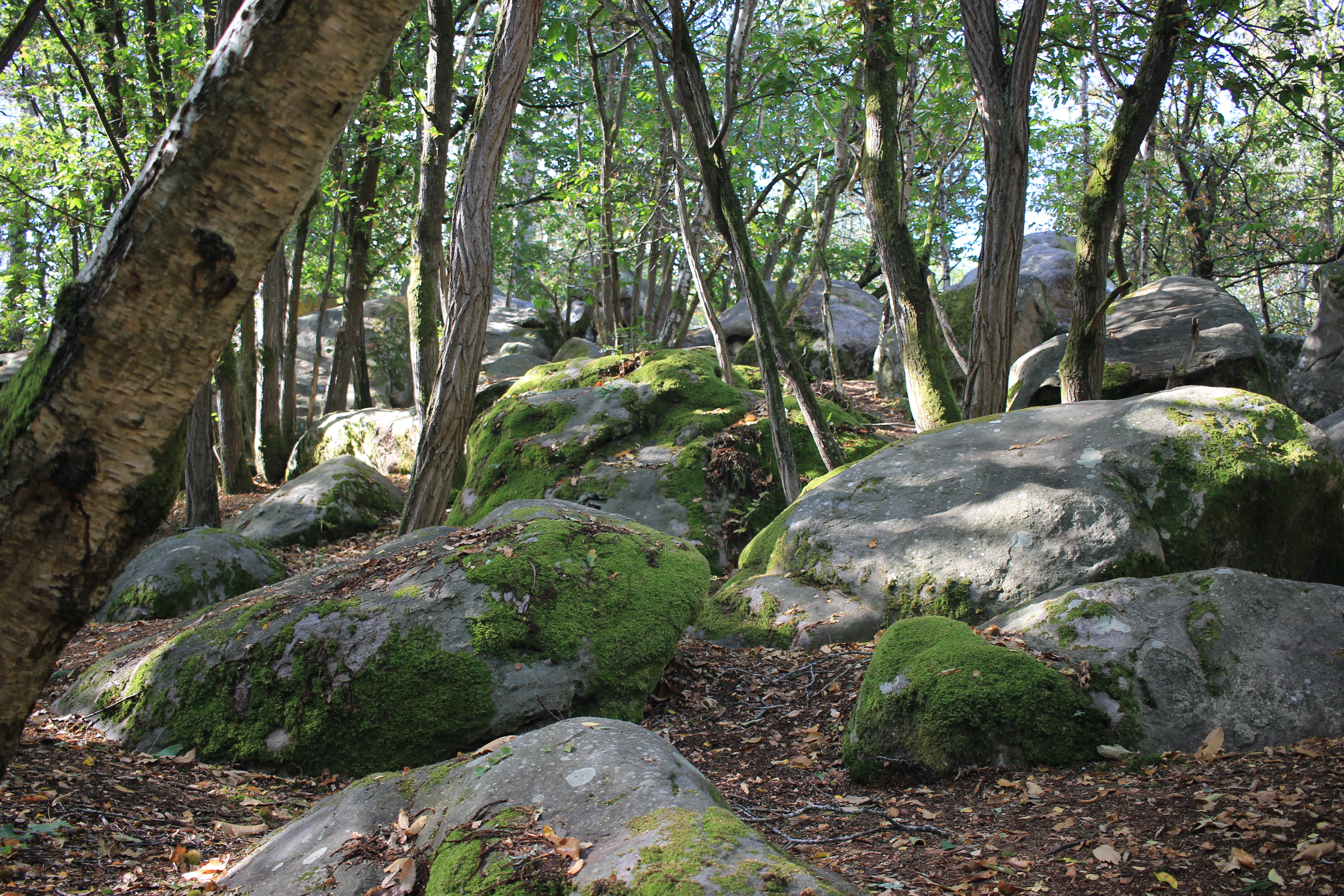
La forêt départementale des Grands Avaux, côté massif du Duc, en septembre 2020.

Le conseil départemental de l'Essonne est propriétaire, en 2023, de 1 900 hectares d'espaces naturels sensibles, acquis grâce à la taxe d'aménagement. Ces propriétés sont réparties en 39 domaines départementaux dont 27 sont ouverts au public.
On trouve parmi ces propriétés départementales :
- 11 forêt départementales, sur une surface de plus de 1 000 ha :
- 715 ha de zones humides, notamment dans les Marais de Fontenay-le-Vicomte qui sont classés à la fois Natura 2000 et en Arrêté de protection de biotope;
- 65 ha de platières gréseuses;
- 60 ha de pelouses calcaires
- 30 ha de sites géologiques correspondant notamment à la réserve naturelle nationale des sites géologiques de l'Essonne, et à la champignonnière d'Étampes.

### Sites Natura 2000
Le réseau Natura 2000 rassemble, à l'échelle de l'Union européenne, les sites naturelles protégés en vertu des directives oiseaux et habitats.
L'Essonne compte 10 sites classés Natura 2000. 7 bénéficient d'un classement comme zone spéciale de conservation (ZSC), 3 comme zone de protection spéciale (ZPS).
La ZPS et la ZSC du « Massif de Fontainebleau » se superposent intégralement. La ZPS « Marais de Fontenay-le-vicomte et d'Itteville » et la ZSC « Marais des basses vallées de la Juine et de l'Essonne » se superposent en grande partie pour former un site Natura 2000 unique qui s'étends sur 522 ha.
Ainsi, le réseau Natura 2000, couvre une surface de 3 216 ha, environ, dans le département de l'Essonne.
| Site                                                  | Type | Superficie (ha)                                         | Fiche     | Coordonnées                      | Photo |
| ----------------------------------------------------- | ---- | ------------------------------------------------------- | --------- | -------------------------------- | --- |
| Buttes gréseuses de l'Essonne                         | ZSC  | +00024,58                                               | FR1100806 | 48° 30′ 09″ nord, 2° 27′ 42″ est | platière du télégraphe                                                                                               |
| Champignonnières d'Étampes                            | ZSC  | +0 0001,                                                | FR1100810 | 48° 25′ 49″ nord, 2° 10′ 53″ est | Murins à oreilles échancrées dans la champignonnière d'Étampes, photographiés lors d'un comptage le 10 février 2023. |
| Haute vallée de l'Essonne                             | ZSC  | +00971,                                                 | FR1100799 | 48° 20′ 19″ nord, 2° 24′ 48″ est | |
| Marais des basses vallées de la Juine et de l'Essonne | ZSC  | +00397,                                                 | FR1100805 | 48° 33′ 26″ nord, 2° 23′ 38″ est | Étang aux moines, Fontenay-le-Vicomte                                                                                |
| Massif de Fontainebleau                               | ZSC  | +28 063, dont 999 ha en Essonne                         | FR1100795 | 48° 25′ 00″ nord, 2° 40′ 00″ est | forêt des 3 pignons                                                                                                  |
| Pelouses calcaires du Gâtinais                        | ZSC  | +00310,                                                 | FR1100802 | 48° 22′ 07″ nord, 2° 18′ 50″ est | |
| Pelouses calcaires de la haute vallée de la Juine     | ZSC  | +00103,                                                 | FR1100800 | 48° 21′ 04″ nord, 2° 09′ 32″ est | pelouse calcaire à Abbéville-la-Rivière                                                                              |
| Marais d'Itteville et de Fontenay-le-Vicomte          | ZPS  | +00522,                                                 | FR1110102 | 48° 33′ 26″ nord, 2° 23′ 24″ est | |
| Massif de Fontainebleau                               | ZPS  | +28 059, dont 999 ha en Essonne                         | FR1110795 | 48° 25′ 00″ nord, 2° 40′ 00″ est | |
| Massif de Rambouillet et zones humides proches        | ZPS  | +17 110, dont 287 ha en Essonne (forêt d'Angervilliers) | FR1112011 | 48° 41′ 09″ nord, 1° 47′ 52″ est | |

### Sites du Conservatoire d'espaces naturels d'Île-de-France
Le Conservatoire d'espaces naturels d'Île-de-France est propriétaire de plusieurs sites de pelouses calcaires dans le département de Essonne:
- La pelouse à Maïté : 28 hectares, sur les communes de Champmotteux, Gironville-sur-Essonne, Maisse et Valpuiseaux, compris dans le site Natura 2000 « Pelouses calcaires du Gâtinais » ;
- Les pelouses de Saclas et du Paradis : 30 ha répartis sur les communes de Ormoy-la-Rivière, Saclas et Saint-Cyr-la-Rivière, compris dans le site Natura 2000 « Pelouses calcaires de la haute vallée de la Juine » ;

Une parcelle de 0,1 ha, sur le bord d'un étang à Forges-les-Bains est également propriété du Conservatoire.

## Conventions et labels internationaux

### Réserve de biosphère de Fontainebleau et du Gâtinais
La réserve de biosphère de Fontainebleau et du Gâtinais est une réserve de biosphère située en France et reconnue par l'UNESCO depuis 10 décembre 1998 dans le cadre du programme sur l'homme et la biosphère. Comme son nom l'indique elle rassemble la forêt de Fontainebleau et le Parc naturel régional du Gâtinais français et une zone périphérique, pour une surface totale de 150 544 ha sur 122 communes :
- Son aire centrale est composée de plusieurs sites classés : vallée du Loing et de l'Orvanne et moyenne vallée de l'Essonne ainsi qu'à deux sites Natura 2000 : massif de Fontainebleau et pelouses calcaires du Gâtinais.
- La zone tampon correspond aux sites inscrit de la vallée de la Juine, de la vallée de l'École, de la forêt des trois Pignons, ainsi qu'un espace naturel sensible : les marais des basses vallées de l'Essonne et de la Juine, reconnu pour sa bonne gestion par l'inscription sur la liste verte de l'UICN depuis 2021.

Elle possède la particularité d'être portée par une association,  l'Association de la réserve de biosphère de Fontainebleau et du Gâtinais.

### Liste verte de l'UICN
Le département de l'Essonne compte un site inscrit sur la liste verte de l'UICN : les marais des basses vallées de l'Essonne et de la Juine. La liste regroupe des aires protégées pouvant être considérées comme des modèles de gestion pour les autres gestionnaires d'espaces naturels protégés.